# أليش ديبتا
أليش ديبتا (مواليد 28 أكتوبر 1964) هو مبارز بالسيف تشيكوسلوفاكي، مثّل بلاده في الألعاب الأولمبية الصيفية 1992.

## روابط خارجية
أليش ديبتا على موقع أوليمبيديا (الإنجليزية)
- أليش ديبتا على موقع اللجنة الأولمبية التشيكية (التشيكية)